# Da Ya Think I'm Sexy?
Da Ya Think I'm Sexy? is een nummer van de Britse zanger Rod Stewart. Het is de eerste single van zijn negende studioalbum Blondes Have More Fun uit 1978. Op 17 november van dat jaar werd het nummer op single uitgebracht.

## Achtergrond
Het nummer bevat samples uit "Taj Mahal" van Jorge Ben Jor en "Put Something Down On It" van Bobby Womack. Met deze plaat gaat Stewart meer de discokant op dan hij eerder deed. Dit zorgde er aan de ene voor dat er nieuwe fans toestroomden, maar aan de andere kant verloor Stewart ook fans die niets van disco moesten hebben, en Stewart vooral kenden als zanger van de rockband The Faces. Volgens Stewarts drummer Carmine Appice ontstond de inspiratie voor het nummer door Miss You van The Rolling Stones, ook een disco-achtige plaat uit datzelfde jaar gemaakt door een rockband. Appice zei dat Stewart een grote fan van de Stones was en dat Stewart net zoiets wilde maken als "Miss You". Disco was immers heel groot in die tijd en Stewart keek volgens Appice altijd naar welke muziekgenres populair waren.
"Da Ya Think I'm Sexy?" werd wereldwijd een gigantische hit, goed voor een nummer 1-positie in de UK Singles Chart in Stewarts' thuisland het Verenigd Koninkrijk. Stewart zei later zelf over het nummer: "Ik denk dat het een van die nummers is waarvan iedereen zich kan herinneren wat ze in dat specifieke jaar deden. Het was een van de 10 nummers die die hele discoperiode samenvatte. En daar gaat het om bij muziek, om herinneringen op te halen". In de Verenigde Staten, Canada, Australië, Portugal en Spanje werd  eveneens de nummer 1-positie bereikt. In Ierland werd de 5e positie bereikt, in Duitsland en Finland de 9e, in Nieuw-Zeeland de 2e en in Japan de 12e positie.
In Nederland was de plaat op vrijdagavond 24 november 1978 Veronica Alarmschijf op Hilversum 3 en werd een gigantische hit in de destijds drie landelijke hitlijsten op de nationale publieke popzender. De plaat bereikte de 4e positie in zowel de  Nederlandse Top 40 als de TROS Top 50 en de 6e positie in de Nationale Hitparade. In de Europese hitlijst op Hilversum 3, de TROS Europarade, werd de 3e positie bereikt.
In België bereikte de plaat de 3e positie in zowel de voorloper van de Vlaamse Ultratop 50 als de Vlaamse Radio 2 Top 30. In Wallonië werd géén notering behaald.
Alle opbrengsten van de single zijn naar UNICEF gegaan.

## NPO Radio 2 Top 2000
| Nummer met noteringen in de NPO Radio 2 Top 2000 | '00  | '01  | '02  | '03 | '04  |
| ------------------------------------------------ | ---- | ---- | ---- | --- | ---- |
| Da Ya Think I'm Sexy?                            | 1164 | 1647 | 1523 | -   | 1789 |

1. ↑  Een '-' betekent dat het nummer niet was genoteerd en een vetgedrukt getal geeft de hoogste notering aan.
2. ↑  2000 was het eerste jaar met een notering voor dit nummer.
3. ↑  Deze tabel is bijgewerkt tot en met de laatste editie (2024).